# Radu II de Valachie
Radu II de Valachie surnommé Prasnaglava, (le Chauve, en Bulgare « tête vide ») est un prince de Valachie. Fils illégitime de Mircea Ier l'Ancien, candidat des Turcs au trône contre Dan II de Valachie, il règne quatre fois entre 1421 et 1427 en alternance avec ce compétiteur.

## Règnes
Radu Prasnaglava apparaît comme candidat des ottomans au trône de Valacchie en 1421. Le 17 mars, il signe un accord commercial avec les bourgeois de Brașov et le 1er juin il donne plusieurs propriétés au monastère de Cozia où est inhumé son père.
Il règne de mai 1421 à novembre 1421 pendant que Dan II de Valachie contrôle la possession des duchés d'Amlaș et de Făgăraș en Transylvanie. Il est repoussé au sud du Danube à la fin de l'année mais reprend le pouvoir eu cours de l'été 1423. De nouveau chassé et rétabli il règne encore du 10 décembre 1424 à mai 1426 et de janvier 1427 au printemps 1427.
Radu II meurt en 1431.

## Sources
- (fr) Nicolas Iorga Histoire des Roumains volume IV, les chevaliers. Bucarest (1937)
- (ro) Constantin C.Giurescu & Dinu C.Giurescu Istoria Romanilor volume II (1352-1606) Editura Stcintifica si Enciclopedica Burarecsti (1976).